# Ohio Wesleyan University
Ohio Wesleyan University (Uniwersytet Wesleyański Ohio, Uniwersytet Weslejański Ohio) – amerykańska uczelnia niepubliczna założona przez metodystów (z Adamem Poem oraz Charlesem Elliottem na czele) w 1842 w mieście Delaware w Ohio, związana ze Zjednoczonym Kościołem Metodystycznym.
Kształci się na niej około 1600 osób. Szkoła nie oferuje studiów magisterskich.